# Piotr Kon

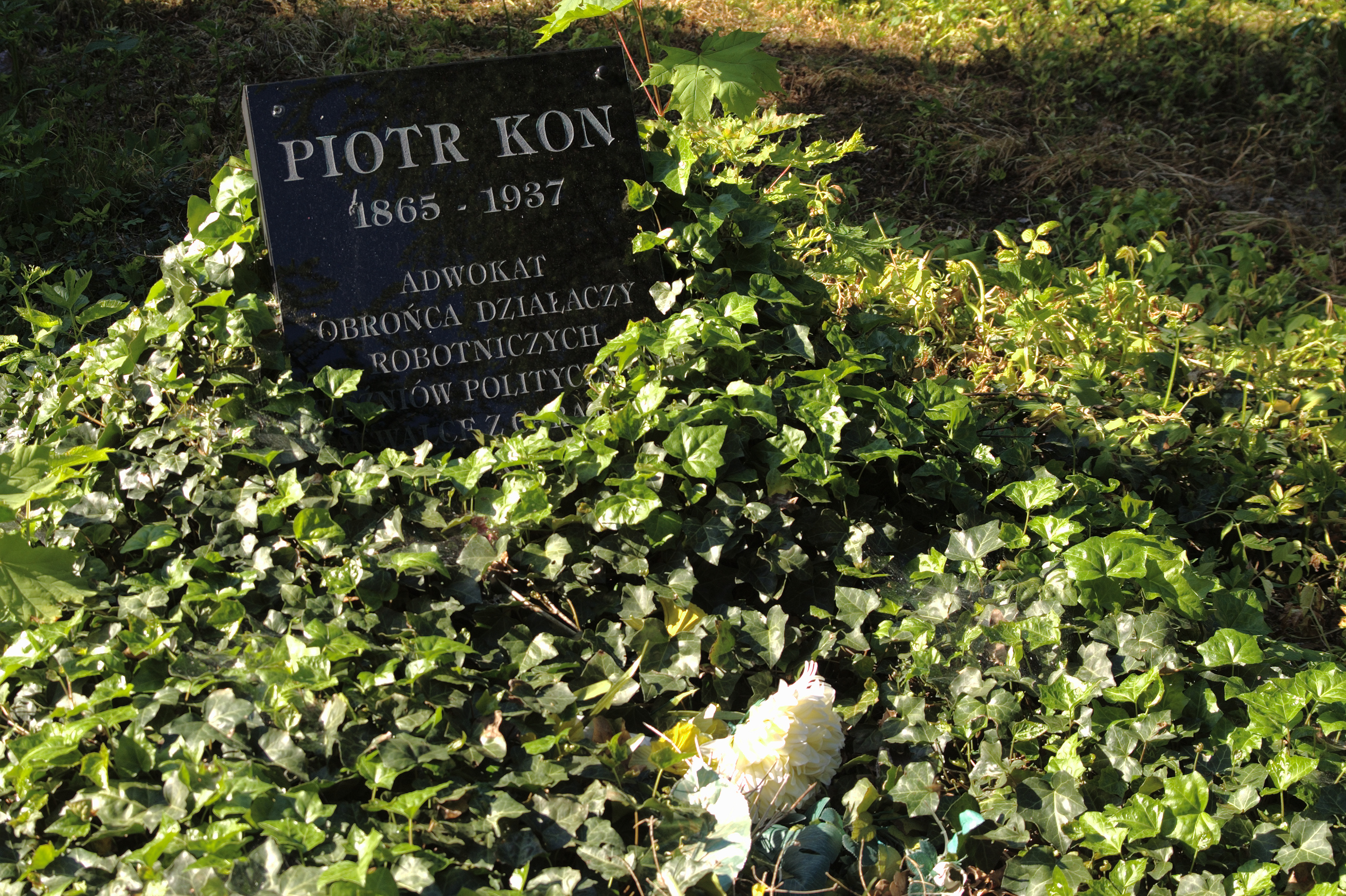
Grób Piotra Kona na Starym Cmentarzu w Łodzi

Piotr Kon (ur. 22 kwietnia 1865 w Warszawie, zm. 22 lutego 1937 w Łodzi) – adwokat pochodzenia żydowskiego, obrońca w procesach działaczy ruchu robotniczego na ziemiach polskich zaboru rosyjskiego; działacz Organizacji Radykalnej Inteligencji „Wolność” w Łodzi. W dziejach łódzkiej palestry uznawany za jednego z jej najwartościowszych przedstawicieli.

## Dzieciństwo i młodość
Urodził się w Warszawie w rodzinie mieszczańskiej. Po ukończeniu gimnazjum podjął studia prawnicze w Warszawie i Petersburgu, które ukończył zdobywając tytuł adwokata przysięgłego. Pracował jako sędzia śledczy w Moskwie, do kraju wrócił w 1892 roku osiadając w Łodzi.

## Działalność adwokacka pod zaborami
W procesach sądowych był obrońcą robotników oskarżonych o działalność polityczną, m.in. uczestników buntu tkaczy łódzkich w 1892 roku. Szczyt działalności Kona przypadł na lata 1905–1909, czas tzw. Rewolucji 1905 r., kiedy to bronił m.in. zabójców łódzkiego przemysłowca Mieczysława Silbersteina (bez powodzenia, orzeczono karę śmierci) oraz oskarżonych o agitację i przechowywanie nielegalnej literatury, Jakuba Frontczaka, Marii Kakszty i Bencjana Gorochowa. Doprowadził do zakończenia lokautu w łódzkim przemyśle włókienniczym.
Był zasłużonym obrońcą. Pisano o nim:

Niemal jedyny wśród palestry łódzkiej swą wytężoną a bezinteresowną pracą ogarniał w latach zmagań z caratem wszystkich więźniów politycznych, bez różnicy przynależności partyjnej i organizacyjnej, który odważnie narażał się na szykany i represje władz rosyjskich, który wreszcie nie uląkł się nawet słynnego Kaznakowa i jego groźby zesłania do Narymskiego Kraju.

Po wkroczeniu do Łodzi wojsk niemieckich 6 grudnia 1914 r. doprowadził do uwolnienia więźniów przetrzymywanych w więzieniu przy ulicy Milsza (ob. Kopernika) 29.

## Okres międzywojenny
Po odzyskaniu przez Polskę niepodległości w 1918 r. został członkiem honorowym Stowarzyszenia byłych Więźniów Politycznych, odznaczono go również Orderem Odrodzenia Polski i Krzyżem Niepodległości. Był działaczem Organizacji Radykalnej Inteligencji „Wolność”. Na prośbę Stowarzyszenia magistrat miasta Łodzi przyznał Piotrowi Konowi emeryturę „za wybitną działalność obrończą w latach 1905–1909”. Adwokat emerytury nie przyjął, tłumacząc się w liście do Prezydenta Łodzi dobrym stanem zdrowia.
W okresie II Rzeczypospolitej utrzymywał kontakt z Polską Partią Socjalistyczną. W 1920 r. wraz z Aleksym Rżewskim, ówczesnym prezydentem miasta Łodzi, przemawiał podczas uroczystości pochówku rewolucjonistów 1905 r. w grobowcu na ul. Konstantynowskiej.
Był obrońcą kupców łódzkich: Lewensona, Solomona i Abrama Wojdysławskich oraz ich współpracowników: Szmula Ptasznika, Estery Ptasznik, Blata Spinmana w procesie o podpalenie składu przędzy (wydarzenie z dnia 15 stycznia 1926 roku).
Jego namiętnością była gra w karty. Załamany trudną sytuacją materialną, na co złożył się m.in. również fakt niepobierania opłat od ubogich za udzielanie porad prawnych, oraz sytuacją polityczną kraju, popełnił samobójstwo 22 lutego 1937 roku w Łodzi.
Pochowany został w części ewangelicko-augsburskiej Starego Cmentarza w Łodzi. W uroczystości pogrzebowej wzięli udział m.in. przedstawiciele władz wojewódzkich, samorządowych, Wojska Polskiego oraz Naczelnej Rady Adwokackiej.